# Dreisam
La Dreisam est une rivière non navigable, sous-affluent du Rhin, dans le Bade-Wurtemberg en Allemagne. Elle est nommée ainsi dès Kirchzarten, en Forêt-Noire, où elle se forme par la confluence du Rotbach et du Wagensteigbach. Elle traverse ensuite Fribourg-en-Brisgau et se jette dans l'Elz à 7 km de Kenzingen, après un cours d'une trentaine de kilomètres.
Le lit de la rivière est aménagé depuis Zarten jusqu'au confluent, notamment pour contrôler son débit et alimenter les petits canaux de Fribourg.